# 高槻市立桃園小学校
高槻市立桃園小学校（たかつきしりつ とうえんしょうがっこう）は、大阪府高槻市桃園町にある公立小学校。

## 沿革
- 1953年4月　高槻市立高槻小学校より分離開校
- 1954年4月　校歌制定
- 1956年7月　プール竣工
- 1959年4月　養護学級設置
- 1971年4月　高槻市立西大冠小学校を分離
- 1977年4月　高槻市立庄所小学校が創立（西大冠小学校より分離。所在地：高槻市南庄所町3番1号）
- 2005年4月　高槻市立庄所小学校を統合
- 2016年　南校舎の建設

## 通学区域
- 高槻市 高槻町(一部)、紺屋町、上田辺町、明田町、桜町、中川町、桃園町、城北町一丁目、城西町、出丸町、野見町(一部)、庄所町、南庄所町、高西町

卒業生は高槻市立第一中学校に進学する。

## 交通
- JR京都線 高槻駅 下車徒歩約10分
- 阪急京都線 高槻市駅 下車徒歩約10分